# Sultanskoekoeksduif
De sultanskoekoeksduif (Macropygia doreya) is een vogel uit de familie Columbidae (duiven). 

## Verspreiding en leefgebied
Deze duif  komt voor op de Noord-Molukken, Sulawesi tot in het westen van Nieuw-Guinea. Er worden zeven ondersoorten onderscheiden:
- M. d. albicapilla: Sulawesi en omliggende eilanden.
- M. d. albiceps: de noordelijke Molukken.
- M. d. atrata: Togian-eilanden.
- M. d. balim: Baliemvallei in Papoea
- M. d. doreya: noordwestelijk Nieuw-Guinea en westelijk Papoea-Nieuw-Guinea.
- M. d. sanghirensis: Sangihe-eilanden en Talaudeilanden.
- M. d. sedecima: de Soela-eilanden

## Status
De sultanskoekoeksduif komt niet als aparte soort voor op de lijst van het IUCN, maar is daar een ondersoort van de tortelkoekoeksduif (M. amboinensis doreya).